# I. Bohemund antiochiai fejedelem
I. Bohemund (kb. 1058 – 1111. március 3.) tarantói herceg és Antiochia fejedelme volt az első keresztes hadjárat egyik vezetője.
Bohemund San Marco Argentanóban, Calabriában született Robert Guiscard, Puglia és Calabria hercegének és első feleségének Buonalbergói Alberadának legidősebb fiaként. A keresztségben a Márk nevet kapta, de apja mindig Bohemundnak hívta a legendás óriás (Buamundus gigas) után.

## Bizánci háborúk
Bohemund apja alatt szolgált a Bizánci Birodalom elleni támadásban (1080-1085) és Guiscard távollétében ő vezette a normannokat (1082-1084), bevonulva Thesszáliába Láriszáig, de végül vereséget szenvedett I. Alexiosz császártól. Ez a korai ellenségeskedés Alexiosszal azonban jelentősen hatással volt a császár befolyására és politikájára Bohemunddal szemben (akit apja a császári trónra szánt).
Úgy látszott Guiscard elvesztette fiát, azért hogy folytathassa útját a Bizánci Birodalom nyugati területein, ha lehetséges egészen Konstantinápolyig. Ennek megfelelően, 1082 őszén, Bohemund elhagyta Kastoriát és megostromolta Joáninát. Joánina környékén a vlach föderációval Bohemund és a császár is békét kötött, valószínűleg a célból, hogy összegyűjtsék seregüket, és hogy Bohemund maga mögött hagyhasson több még mindig görög kézen lévő megerősített erődöt. Bohemund és Alexiosz seregei a normannok által elpusztított Joánina környékén csaptak össze. Mindkét hadvezér megváltoztatta stratégiáját a szerződésnek megfelelően. Bohemund seregei győzedelmeskedtek, ahogy később Artánál is. Ezek a vereségek súlyosan hatottak Bizánc tekintélyére és még Ohrid, a bolgár érseki központ, is alávetette magát a normannoknak. Bohemund a városban maradt, azzal a szándékkal, hogy beveszi a fellegvárat és elkezdte tervezni az inváziót. Alexiosz reagált Bohemund hatalmának növekedésére, azzal hogy széthúzást szított annak vezérkarában. Bohemund ezután előre nyomult Láriszába, ahol a telet is töltötte. Az ostrom hat hónapig tartott és végül a normannok meghátráltak tavasszal. Bohemund visszatért Kastoriába, ám azt is elvesztette 1083 októberére. 1084-ben Guiscard Viscardi és többi fiai, Roger Borsa és Guido, megérkezett új seregeivel Görögországba. Télen Bohemund megbetegedett és visszatért Itáliába.

## Apúliai örökösödési háború
Amikor Robert Guiscard 1085. április 17-én meghalt, Bohemund örökölte adriai birtokait, amit hamarosan megszállt a Bizánci Birodalom. Apúliát és a további itáliai birtokokat pedig féltestvére, Roger örökölte. Szerencséjére azonban Bohemund épp Salernóban tartózkodott apja halálakor, míg Roger még mindig Görögországban volt. Roger és édesanyja, Sichelgaita, gyorsan visszatért az itáliai félszigetre. Orderic Vitalis szerint Bohemund gyorsan Capuába hajózott, attól félve, hogy Sichelgaita, aki a híresztelések szerint megmérgezte Guiscardot, őt is megmérgezheti. Valószínűbb azonban hogy szövetkezni akart I. Jordannal Capua hercegével Roger és nagybátyja, I. Roger szicíliai király szövetsége ellen, ami biztosította Roger hercegségének elismerését szeptemberben. Bohemund capuai szövetségeseivel fellázadt bátyja uralma ellen és elfoglalta Oriát, Otrantót és Tarantót. A fivérek azonban 1086 márciusában békét kötöttek és társuralkodókként léptek fel. 1087 késő nyarán Bohemund felújította a háborút az oldalán fivére több vazallusával. Meglepte és legyőzte Rogert Fragnetónál és visszafoglalta Tarantót.
A háború véglegesen II. Orbán pápa közbelépésével ért véget, miszerint Tarantót és minden egyéb itáliai birtokot Roger kapott. Bohemund része pedig egy kis hercegség volt Itália sarkában, ám mivel Sichelgaita nem ismerte el Bohemund jogát a hercegségre, a férfi nagyobb státuszt követelt. Salernói Romoald krónikás szerint Bohemund olyan ember volt, aki mindig a lehetetlent kergette.

## Az első keresztes hadjárat
1096-ban, Bohemund, nagybátyjával, I. Roger szicíliai királlyal együtt megtámadta Amalfit, amiért az fellázadt Roger ellen, amikor a keresztes seregek megérkeztek az ország határába, hogy Itálián keresztül jussanak el Konstantinápolyba. A keresztes hév úrrá lett Bohemundon is, valószínűleg azonban csak azért, mert a keresztes hadjárat lehetőséget adott neki, hogy szerezzen egy keleti hercegséget. Geoffrey Malaterra nyers fogalmazása szerint, Bohemund csak azért vette fel a kereszt jelét, hogy görög földeket fosztogasson és hódítson meg.
Bohemund összegyűjtött egy normann sereget, annak élén átkelt az Adriai-tengeren és a Balkánon indult el Konstantinápoly felé, ugyanazon az úton, amit 1082-1084-ben is követett. Ügyelt rá, hogy megfelelő hatást gyakoroljon Alexiosz császárra, és amikor 1097 áprilisában megérkezett Konstantinápolyba, hódolatát fejezte ki a császár előtt. Valószínűleg meg is egyezett Alexiosszal az Antiochiai Fejedelemségről. Ha vállalkozik a feladatra, támogatást is kap. Így Konstantinápolytól Antiochiáig Bohemund vált az első keresztes hadjárat igazi vezetőjévé.[forrás?] Erről sokat elárul hogy a keresztesek sikeresen szelték át Kis-Ázsiát, amit sem a második, sem az 1189-es harmadik keresztes hadjárat nem tudott teljesíteni.